# Supercoppa italiana 2013 (hockey in-line)
La Supercoppa italiana 2013 è stata l'11ª edizione della omonima competizione italiana di hockey in-line disputata il 12 ottobre 2013 al Quanta Sport Village di Milano.
Hanno partecipato il Milano Quanta in qualità di squadra campione d'Italia e detentrice della Coppa Italia e il Cittadella come finalista della Coppa Italia.
Il Milano Quanta vinse la partita per 3-1, aggiudicandosi per la seconda volta il trofeo.

## Partecipanti
| Squadre       | Qual. | Partecipazioni precedenti (il grassetto indica la vittoria) |
| ------------- | ----- | ----------------------------------------------------------- |
| Milano Quanta |       | 2011, 2012                                                  |
| Cittadella    |       | Nessuna                                                     |

## Tabellino
| Milano 12 ottobre 2013 | Milano Quanta | 3 – 1 | Cittadella | Quanta Sport Village |